# Giải bóng đá hạng ba quốc gia Cộng hòa Síp 1987–88
Giải bóng đá hạng ba quốc gia Cộng hòa Síp 1987–88 là mùa giải thứ 17 của giải bóng đá hạng ba Cộng hòa Síp. Digenis Akritas Morphou FC giành danh hiệu đầu tiên.

## Thể thức thi đấu
Có 14 đội bóng tham gia Giải bóng đá hạng ba quốc gia Cộng hòa Síp 1987–88. Tất cả các đội thi đấu với nhau hai lần, một ở sân nhà và một ở sân khách. Đội bóng nhiều điểm nhất vào cuối mùa giải sẽ là đội vô địch. Hai đội đầu bảng sẽ lên chơi ở Giải bóng đá hạng nhì quốc gia Cộng hòa Síp 1988–89. Ba đội cuối bảng xuống chơi tại Giải bóng đá hạng tư quốc gia Cộng hòa Síp 1988–89.

### Hệ thống điểm
Các đội bóng nhận được 2 điểm cho một trận thắng, 1 điểm cho một trận hòa và 0 điểm cho một trận thua.

## Bảng xếp hạng
| Vị thứ | Đội bóng                   | St. | T. | H. | B. | BT. | BB. | BT. | Đ  | Ghi chú                                                                 |
| ------ | -------------------------- | --- | -- | -- | -- | --- | --- | --- | -- | ----------------------------------------------------------------------- |
| 1      | Digenis Akritas Morphou FC | 26  |    |    |    | 37  | 15  | +22 | 39 | Vô địch-Thăng hạng Giải bóng đá hạng nhì quốc gia Cộng hòa Síp 1988–89. |
| 2      | Chalkanoras Idaliou        | 26  |    |    |    | 51  | 22  | +29 | 37 | Thăng hạng Giải bóng đá hạng nhì quốc gia Cộng hòa Síp 1988–89.         |
| 3      | AEZ Zakakiou               | 26  |    |    |    | 41  | 27  | +14 | 30 |                                                                         |
| 4      | AEK Katholiki              | 26  |    |    |    | 39  | 34  | +5  | 26 |                                                                         |
| 5      | Libanos Kormakiti          | 26  |    |    |    | 34  | 37  | -3  | 26 |                                                                         |
| 6      | Ethnikos Assia FC          | 26  |    |    |    | 35  | 25  | -10 | 25 |                                                                         |
| 7      | Kentro Neotitas Maroniton  | 26  |    |    |    | 45  | 42  | +3  | 25 |                                                                         |
| 8      | Orfeas Athienou            | 26  |    |    |    | 31  | 29  | +2  | 25 |                                                                         |
| 9      | OXEN Peristeronas          | 26  |    |    |    | 31  | 37  | -6  | 24 |                                                                         |
| 10     | ASO Ormideia               | 26  |    |    |    | 35  | 44  | -9  | 24 |                                                                         |
| 11     | Neos Aionas Trikomou       | 26  |    |    |    | 24  | 41  | +17 | 24 |                                                                         |
| 12     | AEM Morphou                | 26  |    |    |    | 18  | 20  | -2  | 23 | Xuống hạng Giải bóng đá hạng tư quốc gia Cộng hòa Síp 1988–89.          |
| 13     | Apollon Lympion            | 26  |    |    |    | 18  | 28  | -10 | 22 | Xuống hạng Giải bóng đá hạng tư quốc gia Cộng hòa Síp 1988–89.          |
| 14     | Achyronas Liopetriou       | 26  |    |    |    | 21  | 59  | -38 | 14 | Xuống hạng Giải bóng đá hạng tư quốc gia Cộng hòa Síp 1988–89.          |

Hệ thống điểm: Thắng=2 điểm, Hòa=1 điểm, Thua=0 điểm
Luật xếp hạng: 1) Điểm, 2) Hiệu số, 3) Bàn thắng